# Edita
Edita je  žensko osebno ime.

## Izvor imena
Ime Edita izhaja iz angleškega imena Edith, to pa iz steroangleškega imena Eadguth, ki je zloženo iz staroangleških besed ēad v pomenu »posest«  in guth »boj«.

## Različice imena
Dita, Ditka, Eda, Edda, Edica, Editka, Edit, Edika, Edith, Ita

## Tujejezikovne različice imena
- pri Angležih, Islandcih, Nemcih: Edith
- pri Čehih, Slovakih: Edita
- pri Madžarih, Norvežanih, Švedih: Edit
- pri Poljakih: Edyta

## Pogostost imena
Po podatkih Statističnega urada Republike Slovenije je bilo na dan 31. decembra 2007 v Sloveniji število ženskih oseb z imenom Edita: 736.

## Osebni praznik
V koledarju je ime Edita zapisano 16. septembra (Edita, devica, † 16.sep. 984).

## Zanimivost
Edita je bila hči anglosaškega kralja Edgarja, ki je kot 23-letna redovnica umrla 16. sep. 984 v samostanu Wilton.